# Cloeotis percivali
Cloeotis percivali је сисар из реда слепих мишева (Chiroptera).

## Угроженост
Ова врста је наведена као последња брига, јер има широко распрострањење и честа је врста.

## Распрострањење
Ареал врсте покрива средњи број држава. 
Врста је присутна у следећим државама: ДР Конго, Замбија, Зимбабве, Јужноафричка Република, Мозамбик, Кенија, Танзанија, Боцвана, Малави и Свазиленд.

## Станиште
Станиште врсте су саване.

## Начин живота
Врста Cloeotis percivali прави гнезда.